# Situmbuk
Situmbuk is een bestuurslaag in het regentschap Tanah Datar van de provincie West-Sumatra, Indonesië. Situmbuk telt 2509 inwoners (volkstelling 2010).